# Eocossonus setiger
Eocossonus setiger är en skalbaggsart som först beskrevs av Sharp.  Eocossonus setiger ingår i släktet Eocossonus och familjen vivlar. Inga underarter finns listade i Catalogue of Life.